# Full Dive: This Ultimate Next-Gen Full Dive RPG Is Even Shittier than Real Life!
Full Dive: This Ultimate Next-Gen Full Dive RPG Is Even Shittier than Real Life! (яп. 究極進化したフルダイブRPGが現実よりもクソゲーだったら Кю:кёку синка сита фуру дайбу RPG га гэндзицу ёри мо кусогэ даттара, «Полное погружение: что, если лучшая RPG с полным погружением будет хуже реальности?») — серия ранобэ, написанных Лайтом Тутихи и иллюстрированных Ётой. С августа 2020 года Media Factory выпустила три тома под импринтом MF Bunko J. Манга-адаптация, нарисованная Кино, выходит в журнале Monthly Comic Alive с января 2021. Аниме-сериал был создан студией ENGI, его премьера состоялась в апреле 2021 года.

## Сюжет
Хироси Юки — старшеклассник, любящий играть в компьютерные игры. Когда Рэона Кисараги — девушка работающая продавцом в магазине компьютерных игр, обманом заставляет его купить Kiwame Quest, его ожидает сюрприз. Kiwame Quest — одна из игр, вышедших десять лет назад, преследовавшая реализм во всём и дававшая игроку полную свободу действий. Подобный подход тогда оказался непопулярен, игроки не оценили излишне реалистичные игры. Но сервера игры всё ещё работают и любой может присоединиться к этой MMO в виртуальной реальности с полным погружением.
Зайдя в игру, Хиро встречает НПС, ведущих себя прямо как люди и играющих роли друзей детства игрока. Случайно Хиро убивает одного из них — Мартина — и получает статус преступника, из-за чего за ним начинает охотиться вся стража города. Считая, что в Kiwame Quest будут те же игровые условности, что и в других играх, Хиро вскоре узнаёт, что это не так: раны лечатся несколько дней после применения лекарства; кнопки «рестарт» или «начать заново» в игре нет, каждое решение окончательно; чтобы лучше сражаться в игре, необходимо действительно научиться драться, а для использования гранаты нужно не забыть зажечь фитиль.
Чтобы продолжить играть, Хиро приходится собрать все свои силы и знания как в игровом, так и в реальном мире. На пути он встретит разных женских персонажей — как игроков, так и предельно реалистичных НПС — и все они окружат его вниманием, желая что-либо получить от него.

## Медиа

### Ранобэ
Лайт Тутихи начал выпуск ранобэ с иллюстрациями Ёты под импринтом MF Bunko J издательства Media Factory 25 августа 2020 года.

### Манга
Манга-адаптация Кино начала выходить в журнале Monthly Comic Alive с 27 января 2021 года.

### Аниме
4 декабря 2020 года была анонсирована аниме-адаптация оригинальной истории. Сериал создается студией ENGI, режиссёром выступает Кадзуя Миура, сценаристом — Кэнта Ихара, а дизайнером персонажей — Юта Кевин Кэммоцу. Премьера сериала состоялась 7 апреля 2021 года на каналах AT-X, Tokyo MX, SUN, KBS Kyoto и BS11, он будет состоять из 12 серий. Маю Маэсима исполнила начальную песню «Answer», тогда как Аяна Такэтацу, Ай Файруз, Сиори Идзава и Аой Кога — завершающую «Kisuida!».
В Северной Америке аниме лицензировано Funimation.

## Критика
В обзоре премьеры аниме критики отметили иронию того, что «реализм» обычно является одной из рекламируемых черт видеоигр, хотя настоящего реализма никто из игроков не хочет. Full Dive фактически размышляет на тему, что бы было, если бы игра была предельно реалистичной. С момента погружения героя в игровой мир для зрителя сюжет становится настоящей чёрной комедией.